# Прапор Липецької області
Прапор Липецької області є символом Липецької області. Прийнято 10 липня 2003 року.

## Опис
Прапор являє собою червоне прямокутне полотнище зі співвідношенням довжини до ширини 3:2, що відтворює в центрі фігури з гербового щита області: жовту липу в 2/3 ширини полотнища, що стоїть на п'яти зелених пагорбах в 1/3 ширини, що доходить до країв полотнища.